# Der Spinnenkopf
Der Spinnenkopf (Originaltitel Spiderhead) ist ein Action-, Mystery- und Science-Fiction-Thriller von Joseph Kosinski, der im Juni 2022 in das Programm von Netflix aufgenommen wurde. Der Film basiert auf einer gleichnamigen Kurzgeschichte von George Saunders.

## Handlung
In naher Zukunft bekommen Sträflinge einer modernen Gefängniseinrichtung, geleitet von dem rätselhaften Visionär Steve Abnesti, die Möglichkeit geboten, ihre Haftstrafe zu verkürzen, wenn sie freiwillig als Probanden bei einer Medikamentenstudie teilnehmen. Diese Medikamente steigern mal die geistigen Fähigkeiten, intensivieren die sexuellen Empfindungen oder erzeugen Niedergeschlagenheit. Zwei Sträflinge, Jeff und Lizzy, haben sich bereiterklärt, an den Studien mitzuwirken. Sie entwickeln Gefühle füreinander. Jeff, der eine Strafe wegen der fahrlässigen Tötung zweier Mitfahrer verbüßt und seine Schuld nicht verarbeiten kann, weigert sich, darin einzuwilligen, dass einer anderen Probandin Dunkelflux verabreicht wird, nachdem er selbst furchtbare Erfahrungen damit gemacht hat. Als sie dennoch Dunkelflux erhält, kommt es zu einem Unfall, durch den sich die Dosis so stark erhöht, dass sie sich die Kehle aufschlitzt und stirbt. Jeff soll als einen letzten Test darin einwilligen, dass das Mittel an Lizzy verabreicht wird. Es zeigt sich, dass es letztlich immer nur um die Erprobung eines Mittels B 6 ging, das Menschen gehorsam und gefügig macht. Es versagt jedoch, als Jeff abverlangt wird, die Person zu foltern, die er liebt. Obwohl Steve die übrigen Insassen gegen beide aufwiegelt, können sie schließlich entkommen. Steve fliegt mit seinem Kleinflugzeug gegen einen Berg.

## Literarische Vorlage
“After Snack Abnesti called me into Control. Control being like the head of a spider. With its various legs being our Workrooms. Sometimes we were called upon to work alongside Abnesti in the head of the spider. Or, as we termed it: the Spiderhead.”

„Nach dem Imbiss rief mich Abnesti in den Kontrollraum. Der Kontrollraum ist wie der Kopf einer Spinne. Ihre verschiedenen Beine sind unsere Arbeitsräume. Manchmal wurden wir aufgefordert, neben Abnesti im Kopf der Spinne zu arbeiten. Oder wie wir es nannten: im Spinnenkopf.“

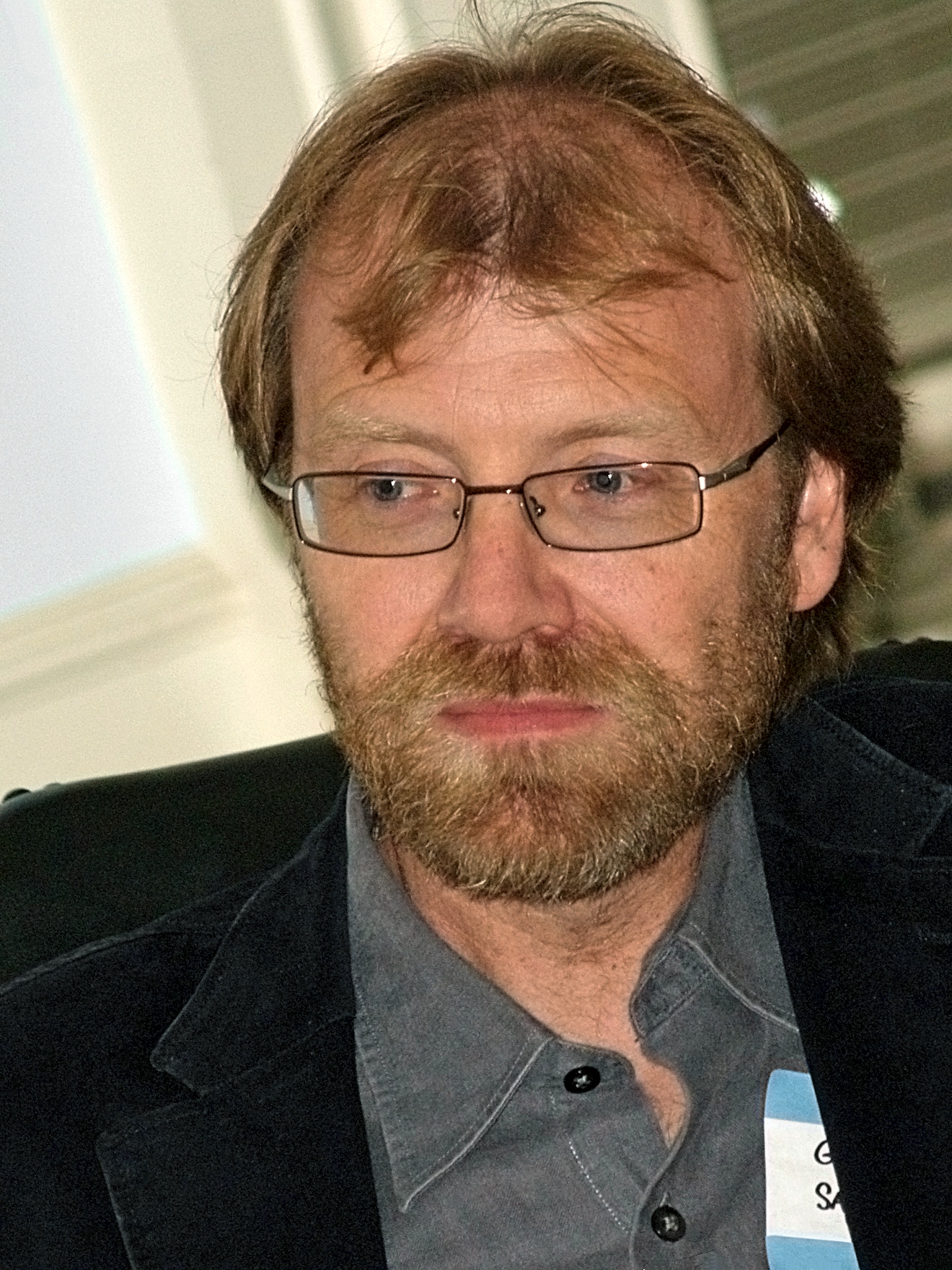
Der Film basiert auf einer Kurzgeschichte von George Saunders.

Der Film basiert auf der Kurzgeschichte Escape from Spiderhead von George Saunders, die der New Yorker in den letzten beiden Ausgaben des Jahres 2010 veröffentlichte.

## Produktion
Im Februar 2019 wurde bekannt, dass Joseph Kosinski Regie führt und Rhett Reese und Paul Wernick Saunders’ Kurzgeschichte für den Film adaptieren.
Die Hauptrolle wurde mit Chris Hemsworth besetzt, der den Gefängnisleiter Steve Abnesti spielt. In weiteren großen Rollen sind Miles Teller als Jeff und Jurnee Smollett als Lizzy zu sehen.
Die Dreharbeiten fanden überwiegend in der Gegend um Gold Coast an der australischen Küste statt sowie in Darlington im Landesinneren. Weitere Aufnahmen entstanden auf Whitsunday Islands, einem beliebten Touristenparadies an der Nordostküste von Queensland, was auch für den Film von Bedeutung ist. Als Kameramann fungierte Claudio Miranda. Kosinski arbeitete mit dem chilenischen Kameramann und Oscar-Preisträger zuletzt für seine Filmbiografie No Way Out – Gegen die Flammen zusammen.
Die Filmmusik komponiert Joseph Trapanese, mit dem Kosinski ebenfalls für No Way Out zusammenarbeitete. Das Soundtrack-Album mit insgesamt 19 Musikstücken wurde am 17. Juni 2022 von Netflix Music als Download veröffentlicht.
Es handelt sich bei Escape from Spiderhead um ein Netflix Original. Der Film wurde am 17. Juni 2022 in das Programm des Streamingdienstes aufgenommen. Die Premiere des Films erfolgte wenige Tage zuvor in Sydney.

## Rezeption

### Altersfreigabe
In den USA erhielt der Film von der MPAA ein R-Rating, was einer Freigabe ab 17 Jahren entspricht.

### Kritiken
Die Kritiken waren eher negativ. Rotten Tomatoes verzeichnet einen Anteil von 40 % positiven Kritiken.

## Trivia
Folgende experimentellen Drogen werden im Film verabreicht:
| Kode | Deutsch          | Englisch    | Wirkung                               |
| ---- | ---------------- | ----------- | ------------------------------------- |
| I-16 | Dunkelfluxx      | Darkenfloxx | Hysterie, Verzweiflung, Schuldgefühle |
| N-40 | Liebaktiv        | Luvactin    | Steigerung der Libido, Glücksgefühle  |
| I-27 | Phobika          | Phobica     | Angstzustände                         |
| G-46 | Lachodil         | Laffodil    | Lachreiz, Fröhlichkeit                |
| B-6  | Ober-Devot-Extra | O-B-D-X     | Gefügigkeit, Ruhigstellung            |
| B-15 | Verbaluzid       | Verbaluce   | Gesprächigkeit, Ausdrucksfähigkeit    |

## Synchronisation
Die deutsche Synchronisation entstand nach einem Dialogbuch und der Dialogregie von Christian Schneider im Auftrag der Iyuno-SDI Group Germany GmbH, Berlin.
| Darsteller       | Synchronsprecher   | Rolle         |
| ---------------- | ------------------ | ------------- |
| Chris Hemsworth  | Tommy Morgenstern  | Steve Abnesti |
| Miles Teller     | Roman Wolko        | Jeff          |
| Sam Delich       | Alex Friedland     | Adam          |
| Ron Smyck        | Sascha Krüger      | Dave          |
| BeBe Bettencourt | Özge Kayalar       | Emma          |
| Tess Haubrich    | Julia Kaufmann     | Heather       |
| Jurnee Smollett  | Anja Stadlober     | Lizzy         |
| Stephen Tongun   | Stefan Bräuler     | Ray           |
| Nathan Jones     | Sven Brieger       | Rogan         |
| Angie Milliken   | Katharina Spiering | Sarah         |
| Mark Paguio      | Jeremias Koschorz  | Verlaine      |